# Matthijs de Koning
Pour les articles homonymes, voir Koning.
Matthijs de Koning, né le 18 mars 1949, est un coureur cycliste professionnel néerlandais.

## Palmarès
- 1967
  - 3e du championnat des Pays-Bas sur route juniors
- 1969
  - Classement général du Tour d'Autriche
  - 3e du Circuit des mines
- 1970
  - 1re étape de la Milk Race (contre-la-montre)
  - Omloop van de Baronie
  - 4e étape du Tour de Bulgarie
  - 3e de l'Olympia's Tour
  - 3e de la Milk Race
- 1971
  - Circuit des mines[1] :
    - Classement général
    - 2e étape

  - 3e du Tour de Hollande-Septentrionale

## Résultats sur les grands tours

### Tour de France
2 participations
- 1971 : 76e
- 1973 : hors-course (8e étape)